# Singularity (gra komputerowa)
Singularity – strzelanka pierwszoosobowa wyprodukowana przez studio Raven Software i wydana przez Activision na platformy Microsoft Windows, Xbox 360 i PlayStation 3 w 2010 roku. Jest to druga gra studia korzystająca z silnika Unreal Engine 3. Gra została zapowiedziana na konferencji prasowej Activision podczas targów E3 w 2008 roku.

## Rozgrywka
Singularity jest strzelanką pierwszoosobową. Gracz wciela się w postać kapitana Nathaniela Renki – żołnierza mającego zbadać sytuację na teoretycznie opuszczonej wyspie. Głównym przedmiotem, z którego korzystamy w czasie gry, jest Uniwersalny Manipulator Czasem (ang. Time Manipulator Device, w skrócie UMC) – artefakt służący do manipulowania czasem. Zasilany jest on poprzez rdzeń z pierwiastka E-99. Potrafi przenosić obiekty w czasie, przyciągać przedmioty, zatrzymywać je oraz wysyłać wiązkę energii, która jest w stanie ogłuszyć lub zabić przeciwnika. UMC jest w stanie oddziaływać na obiekty i istoty żywe tylko wtedy, kiedy miały one styczność z pierwiastkiem E-99 (paradoksem jest, że na wyspie, gdzie rozgrywa się akcja, niemal wszystko jest nim nasycone, jednak UMC może oddziaływać tylko na wybrane obiekty). Niektóre istoty żywe, takie jak na przykład żołnierze Specnazu, są odporni na działanie pierwiastka. Ponadto, urządzenie może być użyte w połączeniu ze specjalną stacją energetyczną, przez co zyskuje ono dużo większą moc. W niektórych przypadkach, gracz może wykorzystać urządzenie do odnowienia zniszczonych mostów lub wraków łodzi.
Tryb wieloosobowy oferuje dwa typy rozgrywki. W obydwu gracze dzielą się na żołnierzy i potworów; każda z tych klas ma swoje unikalne umiejętności. Pierwszy tryb rozgrywki to typowy team deathmatch. W drugim z nich żołnierze próbują przejąć punkty kontrolne rozmieszczone na mapie, natomiast potwory mają za zadanie bronić punktów przez zniszczeniem. Po upływie wyznaczonego czasu lub zdobyciu wszystkich punktów kontrolnych następuje zmiana drużyn.

## Fabuła
Akcja gry Singularity ma miejsce na fikcyjnej wyspie o nazwie Katorga-12, gdzie Rosjanie w czasie zimnej wojny prowadzili eksperymenty nad pierwiastkiem E-99. W 1955 roku podczas eksperymentów nad stworzeniem Singularity doszło do katastrofy, przez co rząd rosyjski utajnił istnienie wyspy i znajdujących się tam obiektów.
W 2010 roku gwałtowne wyładowanie elektromagnetyczne pochodzące z wyspy Katorga-12 zniszczyło amerykańskiego satelitę szpiegowskiego. Z tego powodu na wyspę został wysłany oddział zwiadowczy mający zbadać ten teren, jednak drugie wyładowanie niszczy helikopter, którym podróżowali żołnierze. Kapitan Nathaniel Renko, członek oddziału, dostaje się do opuszczonego kompleksu badawczego, który poznaje podróżując w czasie w latach 1955–2010.
Renko przenosi się do roku 1955, kiedy w zakładach trwa pożar. Ratuje on doktora Nikołaja Demicheva (w innym wypadku zginąłby on w płomieniach). Kiedy to następuje, nieznany mężczyzna przed śmiercią krzyczy do Renki: "Renko, stój! Nie pozwól Demichevowi przeżyć!" ("Renko, stop! Don't let Demichev live!"). Renko wraca do 2010 roku i odkrywa, jak bardzo wyspa się zmieniła. Spotyka dziwne i okrutne kreatury zwane Zeks – są to zmutowani ludzie, którzy kiedyś mieszkali na wyspie przed eksplozją Singularity. Rence udaje się znaleźć Devlina – kolejnego ocalałego z helikoptera. Obydwaj zostają pojmani przez rosyjskich żołnierzy pod dowództwem Demicheva. Devlin żąda od niego azylu w amerykańskiej ambasadzie, za co Demichev go zabija.
Renkę od śmierci ratuje Katja, członkini tajnej organizacji Mir-12, opierającą swoje działania o ocalony z kompleksu dziennik. Napisano w nim, że Renko będzie w stanie powstrzymać Demicheva używając Uniwersalnego Manipulatora Czasem (UMC). Został on zbudowany przez doktora Viktora Barisova, który prawdopodobnie zginął w niewyjaśnionych okolicznościach w wypadku w laboratorium, pozostawiając Demichevowi dowództwo nad laboratorium, a w końcu władzę nad światem. Katja każe Rence odnaleźć UMC, użyć go do cofnięcia się w czasie i ocalenia doktora Barisova. Udaje mu się wykonać to zadanie, po czym powraca do roku 2010. Dzięki temu doktor żyje i dziękuje Rence za interwencję.
Barisov, Katja i Renko wspólnie decydują, by cofnąć się w czasie i zniszczyć Singularity przy użyciu bomby zbudowanej z pierwiastka E-99. Rence udaje się znaleźć bombę we wraku statku Perła, jednak w trakcie operacji Katja ginie, próbując odwrócić uwagę ludzi Demicheva tak, by nie przeszkadzali w wydobyciu bomby.
Po zdobyciu bomby Renko i Barisov przebijają się do wieży Singularity położonej w samym sercu kompleksu. Gdy docierają do reaktora wieży, Renko cofa się w czasie i używa bomby z E-99 do jego zniszczenia, po czym powraca do roku 2010 na chwilę przed zniszczeniem wieży. Zakłada się, że wybuch spowodował zniszczenie Singularity i mutację mieszkańców wyspy.
Po powrocie do 2010 roku Renko zauważa, że nic się nie zmieniło. Widzi natomiast Demicheva, trzymającego Barisova na muszce. Demichev ujawnia, że udało mu się odbudować kompleks po eksplozji. Rence udaje się zranić Demicheva i uwolnić Barisova. Ten zaś odkrywa, że to uratowanie Demicheva przez Renkę zmieniło historię. Każe on Rence jeszcze raz cofnąć się w czasie i ostrzec samego siebie przed uratowaniem Demicheva. Demichev jednak odkrywa, że Renko już tego próbował – niezidentyfikowany mężczyzna widziany w trakcie pożaru i Renko to ta sama osoba. Barisov twierdzi, że jedynym ratunkiem jest podróż Renki w czasie i zabicie swojego wcielenia w przeszłości tak, by nie uratował Demicheva. Natomiast Demichev oferuje Rence nieskończoną moc w zamian za UMC. W tym momencie gracz ma do wyboru cztery drogi postępowania (i zakończenia gry):
- Jeżeli gracz zabije Demicheva, Barisov dalej będzie zachęcał Renkę do podróży w czasie w celu naprawy historii. Wtedy gracz wciela się w rolę niezidentyfikowanego mężczyzny z kompleksu. Może zabić Demicheva zamiast Renki, ale to tylko powtórzy poprzednie wypadki. Zastrzelenie Renki przenosi akcję do momentu przybycia Devlina i Renki na Katorgę-12. Napisy w trakcie intra są napisane po rosyjsku, helikopter jest oznaczony sierpem i młotem, a Devlin, uzbrojony w rosyjską broń, mówi, że monitorowanie wyspy jest stratą czasu. Helikopter przelatuje obok statuy widocznej w trakcie intra gry, jednak teraz przedstawia ona Barisova trzymającego UMC. Renko jest prawdopodobnie świadomy tego, co stało się w przeszłości. Zmienia się też nazwa misji z Tian One na Red Fleet, a Devlin zwraca się do Renki "towarzyszu". Przypuszcza się, że Barisov uratował UMC z pożaru i zjednoczył świat pod sowieckimi rządami.

- Jeżeli gracz zabije Barisova to Renko dołącza do sił Demicheva i razem przejmują władzę nad niemal całym światem. Renko zajmuje się trenowaniem żołnierzy i mutantów na wyspie, których następnie wysyła do boju. Jednak Demichev zaczyna się obawiać Renki, wyposażonego w UMC, uważając nawet, że jest on silniejszy od niego samego. Z tego powodu rozpoczyna własny program zbrojeniowy na terenie byłych Stanów Zjednoczonych. Doprowadza to do kolejnej Zimnej Wojny, z Demichevem po jednej stronie i Renką po drugiej.

- Jeżeli gracz zabije zarówno Barisova i Demicheva, to Renko opuści wyspę Katorga-12 i pozwoli, by świat pogrążył się w chaosie. Ludzkość uzna, że jego istnienie to mit, kiedy zniknie razem z UMC. Kilka lat później dochodzi do eksplozji Singularity, która niszczy wschodnie wybrzeże Rosji i zachodnie wybrzeże Alaski. Mutanty uciekają na kontynentalną część Rosji, gdzie sieją spustoszenie. W byłych Stanach Zjednoczonych pojawia się nowy lider, który według raportów jest bardzo agresywny. Końcowe sceny sugerują, że tym liderem jest Renko. Potwierdzałyby to momenty, gdy w filmie pokazane zostaje ramię wyposażone w UMC, a spiker mówi o plotkach, jakoby nowy przywódca posiadał boskie moce.

- Jeżeli gracz po prostu chwilę zaczeka, Demichev podniesie pistolet leżący na podłodze i zastrzeli Renkę i Barisova.

Ostatnia scena pokazuje ranną Katję wydostającą się z wraku statku Perła i ukrywającą się w biurze. Silnie krwawiąc, rozpoczyna pisanie dziennika Mir-12.

## Odbiór gry
Gra otrzymała w większości pozytywne recenzje. Destructoid chwali grę, stwierdzając, że: „Singularity jest grą, która pozwala ci poczuć swój klimat, mimo powiązań z poprzednimi grami FPS, jeśli chcesz wspaniałego shootera na lato, pełnego brutalnych zabawek i głupich super mocy, to nie dostaniesz nic lepszego niż to. Całkiem możliwe, że jest to najlepsza gra FPS tego roku jak do tej pory”.
Serwis IGN nie jest już tak entuzjastyczny, według niego „rozgrywka jest solidna i jest parę niezapomnianych fragmentów”, natomiast gra „jest ostatecznie ograniczona przez brak wyobraźni, gdzie miła idea manipulacji czasem została przykuta do zwykłego first-person shootera”.
Niektórzy recenzenci krytykowali podobieństwo do innych gier komputerowych, takich jak BioShock.
Mimo pozytywnych opinii, firma Activision nie była zadowolona ze sprzedaży gry.